# José Luis Armetta
José Luis Armetta, más conocido como José "Topo" Armetta (Martínez, Buenos Aires, 1960), es un cantante, bajista y vocalista argentino. Es conocido por haber integrado las bandas Massacre, Santoro, Taunus, Eight Hands For Kali, Cuerno, Solodolor y Dragonauta.

## Biografía

### Massacre (1986-1997)
José Luis Armetta comenzaría su carrera cuando tenía 18 años, en la banda Massacre Palestina, que se formó en 1986 inicialmente como una banda de hardcore punk. Armetta estaba en la escuela secundaria junto con el resto de la banda. La banda lanzó un sencillo bajo el mismo nombre que la banda (Massacre Palestina) en 1987.
Trabajó en los álbumes Sol Lucet Omnibus, Galería Desesperanza, L'alma occulta y Juguetes para olvidar tocando el bajo.
En 1997 dejó la banda con el reemplazo de Luciano "Bochi" Facio.

### Carrera como Fotógrafo
Como fotógrafo y fotorreportero, Armetta se desempeñó en varios medios gráficos. También se dedicó a fotos de prensa para distintos artistas como Luciano Jr., Ernesto Sabato, Katja Alemann junto a Omar Chaban, etc. 
Dentro de las tapas de álbumes que retrató se encuentran: 
Tres discos de Massacre, Sol Lucet Omnibus, Galeria Deseperanza y L'alma occulta, y dos discos de Los Fabulosos Cadillacs, Fabulosos Calaveras y En vivo en Buenos Aires.
También, es el autor de la foto del disco debut de O'Connor y de varios artistas diversos, entre ellos Pablo Ziegler.

### Carrera en el Cine (1997-2001)
En el año 1997 Armetta empezaba a trabajar en el cine. Las películas que tuvo lugar fueron: Under Flag en el año 1997, 
Vampira 2: Abiertas hasta el amanecer en el año 1999, The Snuff Game en el año 2000, y Sangra Babylon en el año 2001.

### Santoro (1998-2001)
Antes de mudarse a España, Armetta integraría la banda conocida como Santoro como cantante entre 1998 y 2001.

### Traslado a España y Taunus (2000-2003)
En el año 2000 se mudó a España. Su primera banda que integraba en España en ese momento fue la banda de Stoner metal Taunus.

### Eight Hands For Kali (2003-2006) y Cuerno (2006-2007)
Armetta se unió a la banda conocida como Eight Hands For Kali. Esta banda compuso un EP en 2005 titulado Mount Meru, seguido de un álbum de una sola canción que abarca cincuenta y cinco minutos titulado Himalayan Necromantia. Sin embargo, esta banda duraría poco, al igual que una banda con la que integraría conocida como Cuerno, tocando el bajo y la voz en una demostración.

### Vuelta a Argentina, Los Natas (2006-2010) y Solodolor (2006-2010)
Armetta volvería a Argentina en 2006, especialmente como artista invitado de la banda de Los Natas en estudio y en vivo. Armetta, Chotsourian, Gustavo Rowek y Billy Anderson formarían la banda Solodolor en ese mismo año. El cuarteto grabaría tres canciones que aparecerían en dos splits con Los Natas en 2008 y 2009 respectivamente. La banda actuó en vivo en 2010, pero duraría poco debido a las ubicaciones de cada miembro.

### Dragonauta (2008-2014, 2020-presente)
Armetta, en 2008, se uniría a la banda de doom metal Dragonauta, comenzando a trabajar en un tercer álbum de estudio. El álbum "Cruz invertida" se lanzaría alrededor de 2010 a través de Tommy Gun Records con críticas positivas. Cruz Invertida sería elogiada en la escena del metal argentino.
Después de casi dos años sin lanzar un álbum y tocando esporádicamente durante finales de 2011 y todo 2012, El álbum "Omega Pentagram" se lanza al año siguiente. Dragonauta volvió a estar un paso más allá de sus pares del género. A finales de 2014, El Topo decidió alejarse y fue remplazado por Kurgan. Dragonauta fue evolucionando poco a poco hacia una banda de black metal progresivo. Sin embargo, en 2020 se reincorporaría a la banda en bajo y voz. Su más reciente lanzamiento con la banda es un tema de 29 minutos titulado "Axioma Ouroboros", donde además de tocar el bajo y encargarse de la voz, toca el saxo.

### Culto de Anubis (2017-2019)
Tras algunos años después de su salida de la banda Dragonauta, Armetta se uniría a la banda Culto de Anubis, y con su ingreso en la banda ahora formaría un trío. Armetta solo trabajó en el disco "Memoria y pensamiento" del año 2018.

## Discografía[4]

### Massacre
- Massacre Palestina, 7" Single (1987)
- Sol Lucet Omnibus (1992)
- Galería Desesperanza (1994)
- L'alma occulta, EP (1995)
- Juguetes para olvidar (1996)

### Taunus
- Demo 00 (2000)

### Eight Hands For Kali
- Mount Meru, EP (2005)
- Himalayan Necromantia (2007)

### Cuerno
- Rehearsal 2006 (2006)

### Solodolor y Los Natas
- Solodolor / Los Natas (2008)
- Los natas /  El universo perdido de los natas.(2009)

### Ararat
- Música de La Resistencia (2009)

### Dragonauta
- Cruz Invertida (2010)
- (c10 h10) 666 (2013)
- Omega Pentagram (2013)
- Axioma Ouroboros (2023)

### Cabrocordero
- Namastie Qoh (2011)  como productor.

### Granada
- Apocalyptic Metal (2013)

### Los Sprengers
- Los Sprengers (2014)

### Satta Caveira
- Satta Caveira (2015)

### Culto de Anubis
- Memoria y pensamiento (2018)

### Bob Weird
- Placed By The Gideons (2020)

### Demanding Hippie Nun
- Self titled ep (2021)

## Filmografía
| Año  | Título                                | Papel    | Notas                             |
| ---- | ------------------------------------- | -------- | --------------------------------- |
| 1997 | Under Flag                            |          | Dirección de producción           |
| 1999 | Vampira 2: Abiertas hasta el amanecer |          | Reparto y dirección de fotografía |
| 2000 | The Snuff Game                        |          | Reparto y dirección de fotografía |
| 2001 | Sangra Babylon                        | Tormento | Dirección (sin créditos)          |